# Music for Montserrat
Music For Montserrat è stato uno speciale concerto tenuto alla Royal Albert Hall di Londra il 15 settembre 1997. L'evento fu organizzato e prodotto da George Martin per riunire vari musicisti al fine di raccogliere fondi per l'isola caraibica di Montserrat dopo le continue eruzioni del vulcano Soufrière Hills, che in quegli anni causarono diversi morti e resero inabitabile la maggior parte dell'isola, distruggendo la capitale Plymouth.
Tra i musicisti che presero parte all'evento figurano Phil Collins, Ray Cooper, Carl Perkins, Jimmy Buffett, Mark Knopfler, Sting, Elton John, Eric Clapton e Paul McCartney, tutti accomunati dal fatto di aver in passato utilizzato i famosi studi di registrazione dell'isola AIR Studios. L'evento è stato pubblicato in un DVD racchiudente le migliori performance della serata.
Per Carl Perkins si trattò dell'ultima esibizione dal vivo, prima della sua morte avvenuta quattro mesi dopo nel gennaio 1998.

## Scaletta
1. Introduzione
2. Take Me Home (Phil Collins)
3. Hot, Hot, Hot (Arrow & His Band)
4. Blue Suede Shoes (Carl Perkins)
5. Volcano (Jimmy Buffett)
6. Brothers in Arms (Mark Knopfler)
7. Money for Nothing (Mark Knopfler)
8. Message in a Bottle (Sting)
9. Every Little Thing She Does Is Magic (Sting & Elton John)
10. Your Song (Elton John)
11. Live like Horses (Elton John)
12. Don't Let the Sun Go Down on Me (Elton John)
13. Broken Hearted (Eric Clapton)
14. Layla (Eric Clapton)
15. Same Old Blues (Eric Clapton)
16. Yesterday (Paul McCartney)
17. Golden Slumbers (Paul McCartney)
18. Hey Jude (Paul McCartney)
19. Kansas City (Paul McCartney)